# رادمیلا ساویچویچ
رادمیلا ساویچویچ (سیریلیک صربی: Радмила Савићевић؛ ۸ فوریهٔ ۱۹۲۶ – ۸ نوامبر ۲۰۰۱) بازیگر اهل صربستان بود. وی از سال‌های ۱۹۶۱ تا ۲۰۰۰ در بیش از شصت فیلم حضور داشت.